# 서영석 (1879년)
서영석(徐英錫, 1879년 2월 5일 ~ 1966년 2월 29일)은 대한제국의 군인, 무신이다. 독립운동가 겸 정치인 서재필, 군인 서재창의 조카이며 서광범의 14촌 손자뻘에 해당된다. 본관은 대구이다.
서재필의 친형 서재춘의 아들로 갑신정변에 연좌되었지만 후에 사면받고 관직에 진출했다. 대한제국 당시 육군정위, 통정대부를 역임했다.

## 생애
진사, 보성군수를 지낸 서광효의 손자이자 서재춘의 아들로 태어났다. 독립운동가 겸 정치인 서재필, 군인 서재창은 각각 친척 집에 양자로 갔지만 그의 삼촌들이었다. 1884년 12월 갑신정변으로 조부 서광효 내외가 자결하고 아버지 서재춘은 투옥되었다가 자결하였다. 그뒤 1895년 법무대신 서광범의 상주로 서재필, 서재창, 박영효 등이 복권되면서 관직에 오를수 있게 되었다.
1899년(광무 2년) 10월 25일 육군참위로 안동지방대대로 발령되었다. 1900년 7월 18일 의주진위대대 위관으로 발령되고, 7월 28일 다시 진위 제4연대 제2대대에 발령되었다. 1900년 11월 6일 육군 부위로 승진, 평양진위대대부로 발령받았다. 1901년 3월 1일 진위 제4연대 제2대대부에서 면직되고, 진위 제6연대 제1대대부로 발령되었다. 4월 8일에는 진위 제4연대 제2대대부에서 면직되고 진위 제6연대 제2대대부로 발령되었다. 이후 육군 보병 위관(步兵尉官)이 되었다가 1905년 3월 18일 육군 군사가 되었으나 육군부장 권중현의 상소로 도로 보병 위관이 되었다. 육군 보병 정위로 승진, 육군무관학도대 중대장이 되었다.
1905년 9월 휴직을 명받았다. 이후 통정대부에 이르렀으나 1910년 10월 한일합방조약으로 사직하였다. 묘소는 논산시 연산면 개태리 산 북쪽 언덕 건좌에 안장되었다.

## 가계
- 할아버지 : 서광효(徐光孝, 1800년 8월 22일 ~ 1884년 12월 19일(음 11월 2일)), 자는 성규(聖規), 다른 이름은 광언(光彦)
- 할어머니 : 성주 이씨(星州李氏, 1830년 ~ 1884년 12월 19일(음 11월 2일))
  - 고모 : 서씨, 갑신정변 이전에 이미 결혼하였으므로 연좌제를 면할 수 있었다.
  - 고모부 : 정해은(鄭海殷, 본관은 연일).
  - 삼촌 : 서재필(徐載弼, 1864년 1월 4일 ~ 1951년 1월 5일)
  - 삼촌 : 서재창(徐載昌, 1865년 ~ 1884년 12월 13일)
  - 삼촌 : 서재우(徐載雨, 또는 재우(載愚), 1868년 ~ 1905년)
  - 고모 : 서기석
  - 이복 숙부 : 서재형(徐載衡, 1851년 ~ 1884년 12월 13일, 처형되었다.)
- 아버지 : 서재춘(徐載春, 1859년 3월 4일 ~ 1888년 9월 5일, 음독자살)
- 어머니 : 은진송씨(1860년 ~ 1916년 2월 14일)
- 부인 : 이병화(1879년 ~ ?, 본관은 연안(延安))
  - 아들 : 서태원(徐太源, 1905년 5월 27일 ~ 1950년(?) 신학자, 6·25 전쟁 때 납치되어 조선민주주의인민공화국으로 갔다.)
  - 며느리 : 우봉이씨(1903년 ~ ?)
    - 손자 : 서동성(徐東成, 1935년 3월 10일 ~ , 미국에서 변호사로 활동)
    - 손자 : 서동영(徐東榮, 1941년 11월 8일 ~ )
    - 손자 : 서동명(徐東明, 1947년 7월 24일 ~ )
- 부인 : 청송심씨(淸松沈氏, 1881년~ ?) : 서영석의 후실
  - 아들 : 서두원(徐斗源, 1900년 9월 27일 ~ ?)
  - 며느리 : 금산김씨(1901년(?) ~ ?) - 내장원경 김재순의 딸
    - 손자 : 서동규(徐東圭, 1914년 6월 9일 ~ ?)
    - 손부 : 전주이씨(1914년 ~ ?)
      - 증손 : 서홍덕(徐弘德, 1948년 ~ )

    - 손자 : 서동협(徐東鋏, 다른 이름은 동협(東協), 1917년 5월 25일 ~ ?)
    - 손부 : 파평윤씨

## 같이 보기
- 서재필
- 서재창

## 참고 문헌
- 승정원일기[모호한 표현]